# Tylococcus carnosae
Tylococcus carnosae är en insektsart som beskrevs av Takahashi 1951. Tylococcus carnosae ingår i släktet Tylococcus och familjen ullsköldlöss. Inga underarter finns listade i Catalogue of Life.